# Atentado a la discoteca "Dolphi" de Tel Aviv
El Atentado terrorista en la discoteca "Dolphi" de Tel Aviv fue un atentado suicida que tuvo lugar el día 1 de junio de 2001, cerca de la entrada de la discoteca "Dolphi", ubicada en la zona del delfinario de Tel Aviv. Este ataque fue inicialmente reivindicado por el grupo Yihad Islámica de Palestina, y luego por un grupo que se hacía llamar Hezbolá en Palestina, antes de que los dos grupos se retractaran de sus reivindicaciones. Este ataque tuvo lugar durante la Segunda Intifada. El terrorista, de 22 años de edad, Said Khutari, se mezcló con la multitud de adolescentes, esperando fuera de la entrada y detonó su bomba. 21 israelíes, entre ellos 16 adolescentes, resultaron muertos y 120 heridos. Las víctimas de este ataque fueron en su mayoría inmigrantes rusos y ucranianos. Este ataque tuvo un impacto notable, tanto en Israel como en la diáspora. En reacción al ataque, el jeque y líder chiita Hasan Nasrallah, Secretario General del partido Hezbolá, felicitó a los líderes del grupo Yihad Islámica de Palestina por el ataque.